# Pleasance Pendred
Pleasance Pendred (1864 – 29 de septiembre de 1948) fue una activista por los derechos de las mujeres y sufragista británica, que durante su encarcelamiento en la prisión de Holloway inició una huelga de hambre y en consecuencia fue alimentada a la fuerza.

## Biografía
Nació en 1864 como Kate Pleasance Jackson en Lutterworth en Leicestershire,  hija de Thomas Jackson, un tendero, y Elizabeth Pendred; su difunta tía materna se llamaba Pleasance Pendred (1843-1858). En 1881, a los 16 años, Kate Jackson era alumna en la Osney House School de Oxford. En 1891, ella y su padre, entonces ya viudo, residían en 46 Langdon Park Road en Hornsey; para ese momento ella era maestra de la junta escolar. Diez años más tarde, Kate Pleasance Jackson todavía vivía en Langdon Park Road,  y allí permaneció hasta al menos 1927.  Durante 25 años trabajó como maestra en Londres pero fue miembro activa de la rama Hornsey de la Unión Social y Política de las Mujeres, por lo que probablemente adoptó el nombre de "Pleasance Pendred", ya que sus empleadores probablemente no verían favorablemente sus actividades en nombre del sufragio femenino. Desde 1909 hasta 1910 como 'Miss Jackson', fue Secretaria de Literatura para la rama Hornsey de la WSPU (rebautizada como 'North Islington' en el verano de 1910), pero renunció a este cargo como se indica en la edición del 30 de septiembre de 1910 de The Suffragette. Sin embargo, continuó trabajando como recolectora de dinero y donaciones de objetos para la sucursal de Hornsey de la WSPU hasta octubre de 1912.

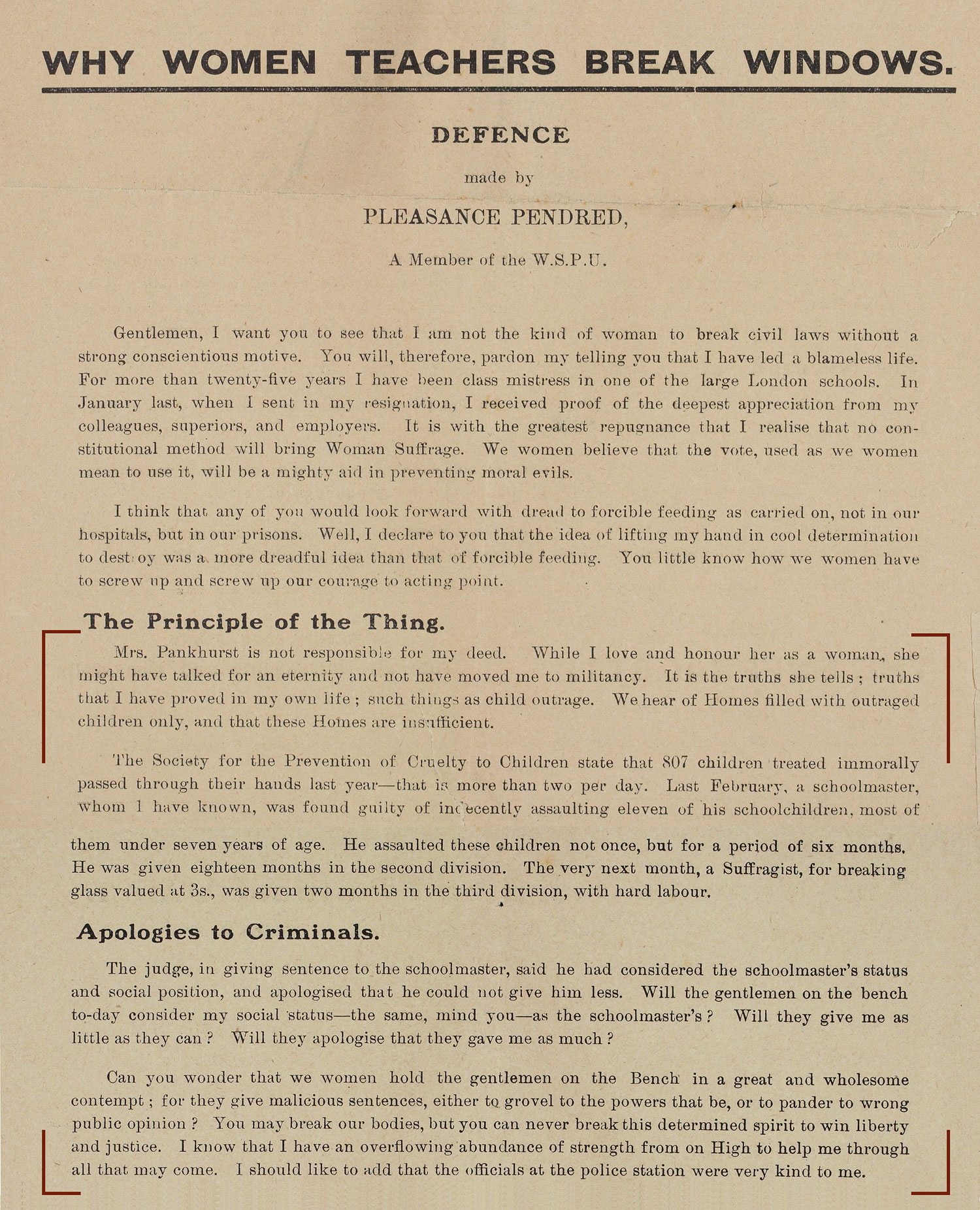
Por qué las maestras rompen las ventanas por Pleasance c. 1912

Renunció a su puesto docente justo antes de comenzar su acción militante para la WSPU el 28 de enero de 1913 cuando ella y otras tres mujeres rompieron los escaparates de varias tiendas, incluidas las de una tienda de antigüedades en 167 Victoria Street y oficinas gubernamentales en Westminster. Durante su juicio en febrero de 1913, dio el nombre de Pleasance Pendred y bajo ese nombre fue sentenciada a cuatro meses de trabajos forzados en la prisión de Holloway. Cuando fue sentenciada, usó el muelle para quejarse públicamente sobre el trato recibido por ella y las otras sufragistas arrestadas en la estación de policía de Rochester Row. Declaró que el Ministro del Interior del Reino Unido, Reginald McKenna, había mentido cuando dijo que las cuatro mujeres arrestadas dormían en camas de campamento en sus celdas y que eran supervisadas por guardias femeninas. Afirmó que, de hecho, su celda tenía una cama de tablones, los arreglos sanitarios eran repugnantes y que cinco veces durante la noche un guardia masculino había entrado en su celda. El jurado solicitó que el presidente de las Sesiones investiguara esos reclamos.

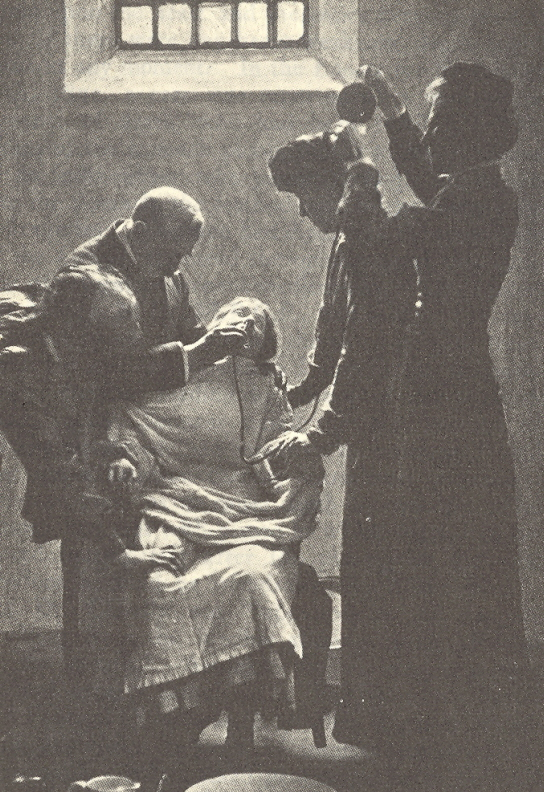
Una sufragista es alimentada a la fuerza en la prisión Holloway en el Reino Unido durante las huelgas de hambre por el sufragio femenino; Pendred soportó esto por dos meses.

En Holloway, inició una huelga de hambre durante unos dos meses período durante el cual fue alimentada por la fuerza y sufrió una enfermedad como resultado. El número del 4 de abril de 1913 de The Suffragette registró: "En su recuperación parcial, la señorita Pendred, que todavía está confinada en su cama, continuó la huelga de hambre y ahora está siendo alimentada por medio una taza". Al salir de prisión, recibió una medalla de huelga de hambre de la WSPU por su valentía sobresaliente. Al salir temprano de la prisión, recibió un pícnic de bienvenida de la sucursal de Hornsey de la WSPU, según consta en The Suffragette el 11 de julio de 1913. Después de su liberación en 1913, sostuvo algunas conversaciones para la rama WSPU de North Islington (anteriormente Hornsey) y fue registrada por última vez como oradora en agosto de 1913. Su artículo 'Por qué las maestras rompen ventanas' se publicó en Woman's Press, con una copia que se volvió a publicar en el Daily Herald el 25 de febrero de 1913. 
Falleció en Lewes en Sussex en 1948 sin haberse casado nunca. Su broche Holloway y la Medalla de huelga de hambre emitida por la WSPU fueron subastadas en 2001, vendiéndose por £ 3,600.